# Miconia multinervia
Miconia multinervia är en tvåhjärtbladig växtart som beskrevs av Célestin Alfred Cogniaux. Miconia multinervia ingår i släktet Miconia och familjen Melastomataceae.
Artens utbredningsområde är Colombia. Inga underarter finns listade i Catalogue of Life.